# 샤르만 조시
샤르만 조시(Sharman Joshi, 1979년 3월 17일 ~ )는 인도의 배우이다.

## 출연 작품
- 2009년: 세 얼간이 (라주 라스토기 역)